# Sonorella optata
Sonorella optata är en snäckart som beskrevs av Henry Augustus Pilsbry och Ferris 1910. Sonorella optata ingår i släktet Sonorella och familjen Helminthoglyptidae. Inga underarter finns listade i Catalogue of Life.